# Cisowy Potok (dopływ Kamienicy)
Cisowy Potok, Sorkowy – potok, prawy dopływ Kamienicy o długości 4,24 km i powierzchni zlewni 8,56 km²}.
Potok wypływa w miejscowości Kamienica w województwie małopolskim. Ma kilka źródłowych cieków w dolinach między szczytami Zdżar i Koń w Gorcach. Spływa we wschodnim kierunku dolina między grzbietami tych szczytów i uchodzi do Kamienicy. Tuż przed ujściem łączy się z Górkowym Potokiem i obydwa wspólnym korytem uchodzą do Kamienicy na wysokości około 393 m.
Górna część zlewni Cisowego Potoku znajduje się w zalesionych obszarach Gorców, dolna na bezleśnym i zabudowanym obszarze miejscowości Kamienica.